# 釜戸村
釜戸村（かまどむら）は、かつて岐阜県土岐郡にあった村である。現在の瑞浪市釜戸町の区域に相当する。

## 地理
- 川：土岐川

## 歴史

### 沿革
- 1921年（大正10年）7月1日 - 余戸村の分割により発足。
- 1954年（昭和29年）4月1日 - 瑞浪土岐町、稲津村、大湫村、日吉村、明世村（山野内、月吉、戸狩）、恵那郡陶町と合併し瑞浪市が発足。同日釜戸村廃止。

## 教育
- 村立釜戸中学校
- 村立釜戸小学校
- 村立釜戸小学校荻之島分校

## 交通
- 国鉄中央本線釜戸駅

## 名所・旧跡
- 竜吟の滝

- 天猷寺
- 寶珠寺
- 光春院